# Международный альянс за свободу вероисповедания
Международный альянс за свободу вероисповедания (англ. International Religious Freedom or Belief Alliance, IRFBA) — это союз стран-единомышленников по вопросам религии и свободы вероисповедания, созданный под эгидой США. Участники: Албания, Армения, Австрия, Австралия, Босния и Герцеговина, Бразилия, Болгария, Камерун, Колумбия, Хорватия, Чехия, Демократическая Республика Конго, Дания, Эстония, Гамбия, Грузия, Греция, Венгрия, Израиль, Латвия, Литва, Мальта, Нидерланды, Польша, Сенегал, Словакия, Словения, Того, Украина, Великобритания и США.

## История
24-27 июля 2018 года в Госдепартаменте США состоялся саммит по религиозной свободе. Мероприятие стало первой в истории США конференцией по свободе вероисповедания, в которой приняли участие официальные лица, религиозные лидеры, правозащитники и представители гражданского общества со всего мира.
16-18 июля 2019 года прошел второй саммит, в ходе которого глава Госдепартамента США Майк Помпео сообщил о намерении создать Международный альянс о свободе вероисповедания.
5 февраля 2020 года Госдепартамент США официально объявил о создании Международного альянса о свободе вероисповедания.
В декабре 2024 года альянс был объявлен «нежелательной организацией» в России.

## Цели и миссия
В официальной декларации заявлено, что целью альянса является способствование уважению свободы религии и убеждений, а также защите членов религиозных меньшинств во всем мире. Для достижения поставленных целей страны-участники должны обсуждать совместные действия, в том числе введение коллективных санкций против стран, где, по их мнению, существует проблема угнетения религиозных свобод.
В своей деятельности альянс руководствуется международным принципами свободы религии или убеждений из Всеобщей декларации прав человека, Международным пактом о гражданских и политических правах ООН, Декларации ООН 1981 года о ликвидации всех форм. о нетерпимости и дискриминации на основе религии или убеждений, а также Руководящими принципами ЕС и ОБСЕ по свободному распоряжению в правах.

## Внешнеполитические интересы
Считается, что одна из задач структуры, состоящей не из представителей религиозных конфессий, а политиков, направлена на усиление позиций США и союзников в странах с доминирующим влиянием православия. Как отмечают эксперты, процессы создания неканонических православных церквей на Украине и в Черногории осуществляются при активной поддержке Государственного департамента США и других структур в американской администрации.
Во время протестов в Белоруссии во второй половине 2020 года Международный альянс за свободу вероисповедания по инициативе Латвии опубликовал официальное заявление, где обвинил белорусские власти в ущемлении Римско-католической церкви.